# Premio Nacional de Humanidades de Venezuela
El Premio Nacional de Humanidades de Venezuela es un galardón anual entregado a los escritores, investigadores, historiadores, académicos o cualquier otra profesión que haya contribuido notablemente al campo de las humanidades en Venezuela. Es uno de los Premios Nacionales de Cultura.
Su galardón se entrega continuamente desde 1989. La concesión del premio se hizo anualmente desde su primera edición hasta 2001, cuando tomó una frecuencia bienal. Una excepción a esta regla fue la del 2003, cuando se esperó tres años para conferir el siguiente premio, y luego retornar a su entrega bienal.

## Lista de galardonados
| Año       | Artista                   |
| --------- | ------------------------- |
| 1989      | Juan David García Bacca   |
| 1990      | Desierto                  |
| 1991      | Isaac J. Pardo            |
| 1991      | Luis Beltrán Guerrero     |
| 1992      | Desierto                  |
| 1993      | Desierto                  |
| 1994      | Juan Nuño                 |
| 1995      | Pedro Cunill Grau         |
| 1996      | Desierto                  |
| 1997      | Alberto Rosales           |
| 1998      | Ramón José Velásquez      |
| 1999      | Esteban Emilio Mosonyi    |
| 2000      | Virginia Betancourt       |
| 2001      | Desierto                  |
| 2003      | Mario Sanoja              |
| 2006      | Arístides Medina Rubio    |
| 2008      | Iraida Vargas Arenas      |
| 2010      | Vladimir Acosta           |
| 2012      | Carmen Bohórquez          |
| 2015      | Ramón Tovar López         |
| 2016-2018 | Jacqueline Clarac         |
| 2019-2020 | Nelson Guzmán             |
| 2021-2022 | Alberto Rodríguez Carucci |